# Take Me to Your Leader
Take Me To Your Leader – studyjny album brytyjskiej grupy Hawkwind wydany w 2005 roku. Podczas nagrywania płyty gościnnie wystąpił Arthur Brown. Płyta jest dedykowana pamięci Johna Peela i Tommy'ego Vance'a.

## Spis utworów
1. Spirit of the age (6:43)
2. Out here we are (5:56)
3. Greenback massacre (4:14)
4. To love a machine (6:00)
5. Take me to your leader (5:50)
6. Digital nation (5:25)
7. Sunray (3:55)
8. Sighs (1:22)
9. Angela android (5:08)
10. A letter to Robert (6:08)